# Przećmino
Przećmino (deutsch Prettmin) ist ein Dorf in der Woiwodschaft Westpommern in Polen. Es liegt in der Gmina Kołobrzeg (Landgemeinde Kolberg).

## Geographische Lage
Das Dorf liegt in Hinterpommern, etwa 100 Kilometer nordöstlich von Stettin und etwa 6 Kilometer südwestlich von Kołobrzeg (Kolberg). Südlich des Dorfes verläuft die Woiwodschaftsstraße 102, die nach Trzebiatów (Treptow an der Rega) im Südwesten führt.
Nachbarorte sind im Süden an der Woiwodschaftsstraße Błotnica (Spie), im Norden Korzystno (Alt Werder) und im Osten an der Woiwodschaftsstraße der Wohnplatz Bezpraw (Kautzenberg). 

## Geschichte
Bei dem Dorf wurden vorgeschichtliche Funde gemacht. Aus der Steinzeit stammen Flintbeile, aus der Bronzezeit eine Prunkaxt (Prunkaxt von Prettmin) sowie vier Bronzeringe (Prettminer Ringe). 
Die erste urkundliche Nennung des Dorfes stammt aus 1222/1225. Damals schenkten die pommerschen Herzoginnen Miroslawa, Witwe von Herzog Bogislaw II., und Ingardis, Witwe von Herzog Kasimir II., gemeinsam mit ihren Söhnen Barnim I. und Wartislaw III. dem Kloster Mogilno das Patronat der Johanneskirche in Kolberg und das Dorf Pretemyn nebst Mühle. Die Johanneskirche war die Kirche in der späteren Altstadt Kolberg, die deutsche Stadt Kolberg wurde erst in der Mitte des 13. Jahrhunderts gegründet. Im Jahre 1281 bestätigte Hermann von Gleichen, Bischof von Cammin, dem Konvent in Mogilno den Besitz. 
Im Jahre 1333 wurden das Kirchenpatronat der Johanneskirche und der Besitz des Dorfes Prettmin vom Kloster Mogilno an den Bischof von Cammin abgetreten. Das Dorf Prettmin gelangte, wann genau ist nicht bekannt, an das Kolberger Domkapitel und blieb bis zu dessen Auflösung im Jahre 1811 in dessen Besitz.
Das Dorf Prettmin hat die Siedlungsform eines Angerdorfes. Um 1780 gab es in Prettmin 20 Haushaltungen („Feuerstellen“), darunter 12 Bauern und 6 Kossäten. Im 19. Jahrhundert wurden auf der Feldmark von Prettmin verschiedene Höfe („Ausbauten“) angelegt, von denen aber keiner einen offiziellen Ortsnamen erhielt. 
1895 erhielt das Dorf Bahnanschluss mit dem Haltepunkt Spie-Prettmin der Kolberger Kleinbahn. 
Vor 1945 bildete Prettmin eine Landgemeinde im Kreis Kolberg-Körlin der preußischen Provinz Pommern.
Nach 1945 kam Prettmin, wie ganz Hinterpommern, an Polen. Zunächst kam das Dorf aber zum Ende des Zweiten Weltkriegs für anderthalb Jahre unter die unmittelbare Kontrolle der Sowjetarmee, was einen Schutz gegen polnische Zuwanderer bot. Nach Abzug der Sowjetsoldaten wurde die Bevölkerung durch Polen ersetzt. Der Ortsname wurde nach Przećmino polonisiert.

## Entwicklung der Einwohnerzahlen
- 1816: 194[2]
- 1885: 368[2]
- 1919: 357[2]
- 1939: 320[2]